# Thomas Lærke
Thomas Sebastian Lærke (* 4. April 1991 in Kopenhagen) ist ein dänischer Basketballspieler.

## Laufbahn
Lærke wuchs auf der Insel Amager auf und spielte für den Verein BK Amager, danach für den Falcon Basketball Klub in Frederiksberg. Diesen verließ er 2008 und ging in die Vereinigten Staaten, das Heimatland seiner Mutter. Er verbrachte jeweils ein Spieljahr an der Gainesville High School in Florida (2008/09) und an der Findlay Prep in Nevada. In Nevada zählten Tristan Thompson und Cory Joseph zu seinen Mannschaftskameraden.
Sein erster Verein im Profibereich wurde der spanische Zweitligist CB Lobe Huesca, für den Lærke in der Saison 2010/11 zwölf Spiele (1,2 Punkte/Spiel) bestritt. Er spielte bis 2013 für mehrere unterklassige Mannschaften in Spanien, seinen besten Punkteschnitt dieser Zeit erreichte der Däne in der Saison 2012/13, als er für den Viertligisten CB Pla de Na Tesa 18 Punkte pro Begegnung verbuchte.
2013 kehrte er in sein Heimatland zurück und wurde von den Bakken Bears verpflichtet. Er blieb vorerst bis 2017 bei Bakken, gewann mit der Mannschaft 2014 und 2017 die dänische Meisterschaft. Seine beste Punktausbeute in der dänischen Liga erreichte Lærke in der Saison 2013/14 (11,8 Punkte/Spiel). 2017 wechselte er wieder ins Ausland, stand beim finnischen Erstligisten BC Nokia unter Vertrag. In neun Einsätzen in der Korisliiga brachte es der Däne auf 7,2 Punkte je Begegnung. Im Dezember 2017 ging er zu den Bakken Bears zurück. 2018, 2019, 2020, 2021 und 2022 errang er mit der Mannschaft wieder die dänische Meisterschaft. Im Laufe der Jahre nahm er mit Bakken an mehreren europäischen Vereinswettbewerben teil, darunter die EuroChallenge, der FIBA Europe Cup und die Champions League. Am Ende der Saison 2021/22 verließ er die Mannschaft.
Ende September 2022 schloss er sich dem deutschen Zweitligisten Kirchheim Knights an. Sein Zeitvertrag wurde von der Mannschaft Mitte Oktober 2022 nicht verlängert. Der Däne erzielte in drei Ligaspielen für Kirchheim im Durchschnitt 7,7 Punkte je Begegnung. Anfang November 2022 wechselte er zum portugiesischen Erstligisten Esgueira Basket. Anfang März 2023 vermeldete der spanische Drittligist CB Morón Lærkes Verpflichtung bekannt. Er bestritt sechs Spiele für die Mannschaft.
Im November 2023 wurde Lærke von der zweiten Herrenmannschaft der Telekom Baskets Bonn (1. Regionalliga West) verpflichtet.

### Nationalmannschaft
Bei der U18-B-Europameisterschaft 2009 war Lærke mit einem Schnitt von 27 Punkten je Turnierspiel bester Korbschütze aller teilnehmenden Spieler. Während der U20-B-Europameisterschaft im Jahr 2011 erzielte er 19,4 Punkte je Begegnung, der achtbeste Wert aller EM-Spieler. Später war Lærke Mitglied der dänischen Herrennationalmannschaft. Er wurde ebenfalls in die Nationalmannschaft der Spielart 3-gegen-3 berufen.